# Toxodon

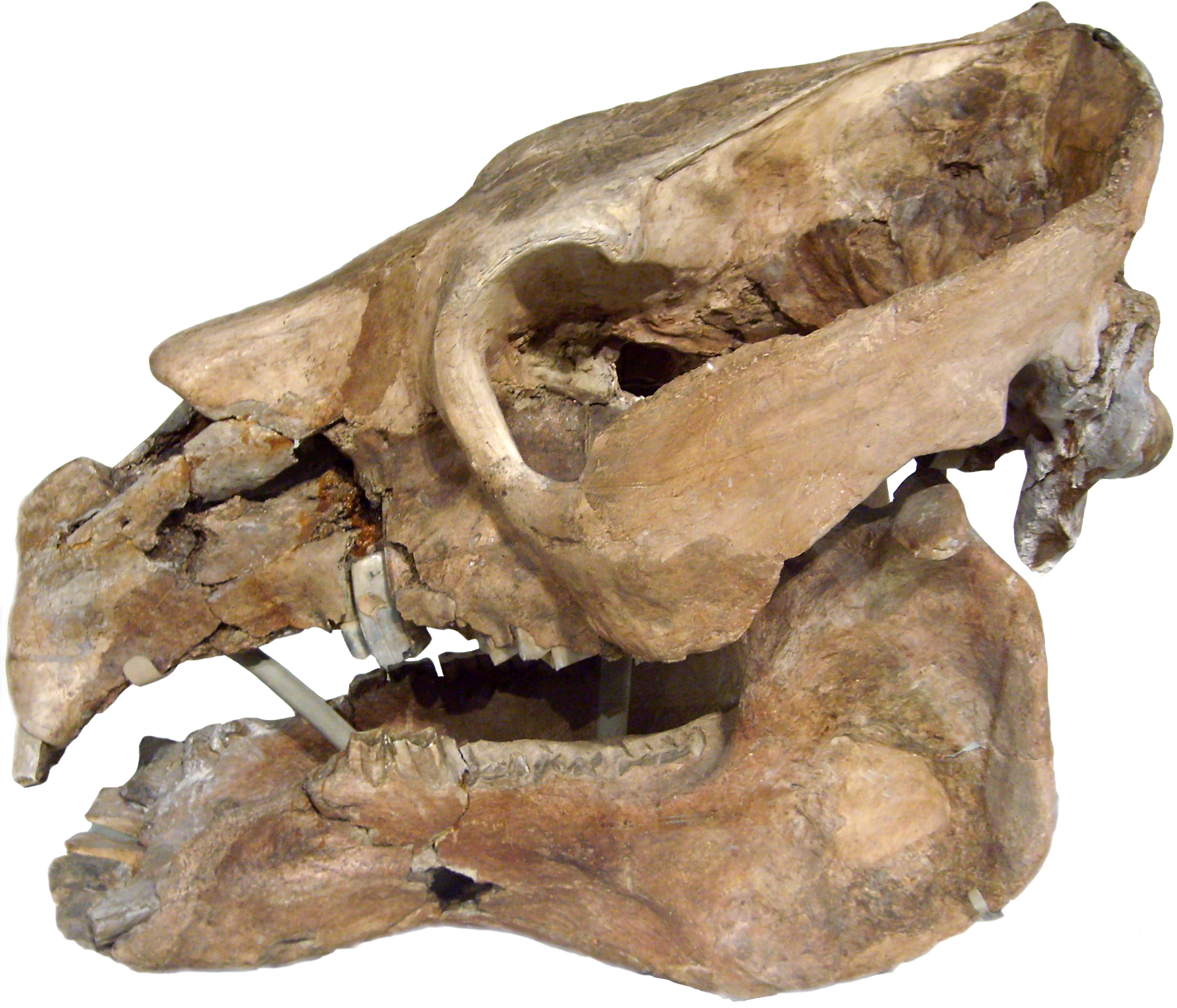
czaszka toxodona (Zoologisk Museum, Kopenhaga)

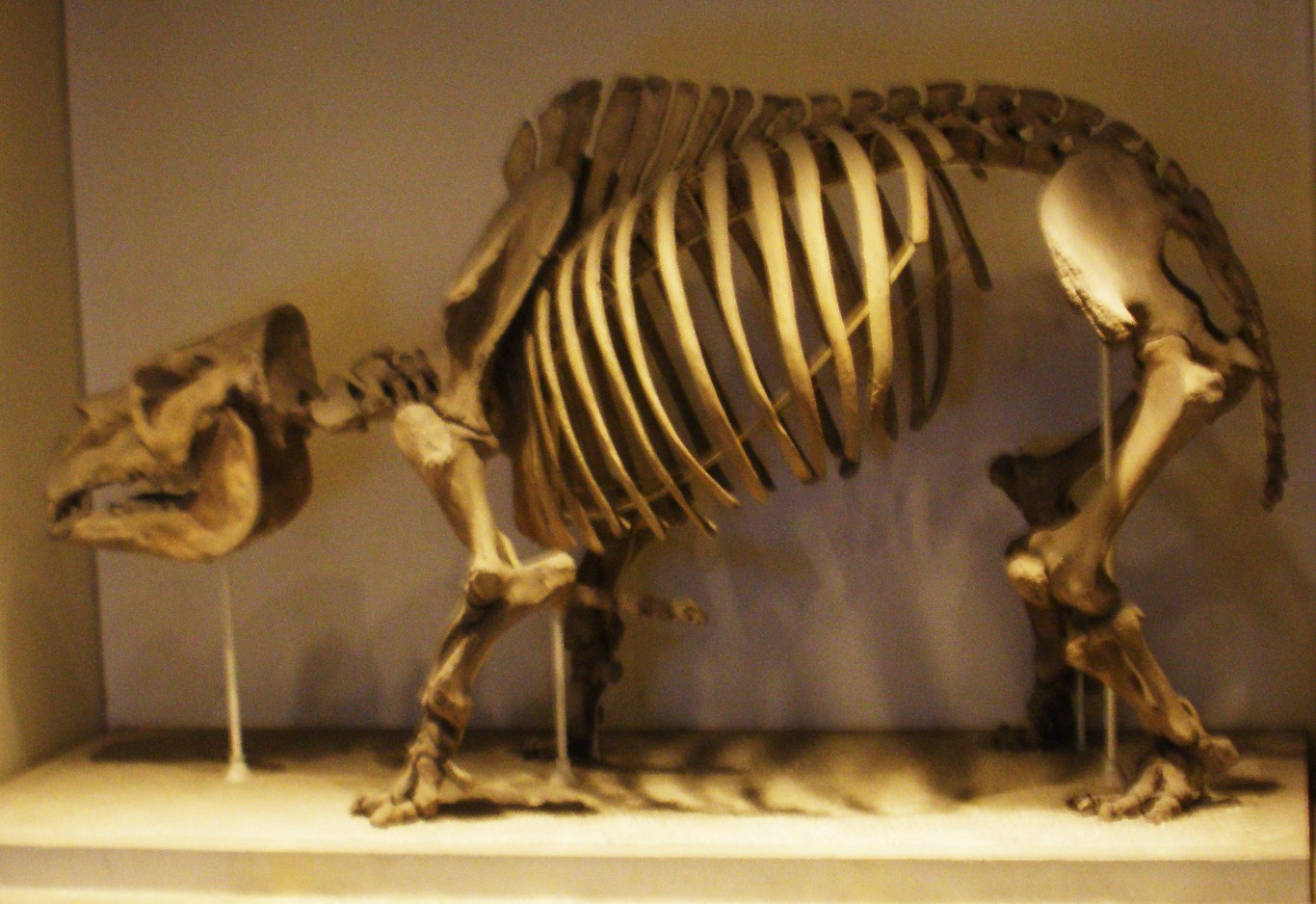
szkielet toxodona

Toxodon – rodzaj ssaka z rzędu notoungulatów należącego do rodziny Toxodontidae. Żył na terenie Ameryki Południowej od późnego pliocenu do wczesnego plejstocenu (2,6–1,8 mln lat temu).
Osiągał około 3 m długości i 1,5 m wysokości na poziomie barku (czaszka dochodziła do ponad 65 cm długości). Otwory nosowe na szczycie czaszki wskazują na występowanie dużego, dobrze wykształconego pyska. Siekacze były od siebie oddzielone dużymi przerwami, a od zębów policzkowych – jeszcze większymi. Stopy były krótkie, szerokie i miały po trzy palce.
Ze względu na umiejscowienie nosa, oczu i uszu wysoko na czaszce uważa się, iż zwierzęta te prowadziły nadwodny tryb życia, podobny do dzisiejszych hipopotamów. Samce prawdopodobnie toczyły ze sobą walki, czego dowodzą odnalezione na czaszkach ślady zębów innych osobników. Toxodon był przypuszczalnie najpospolitszym południowoamerykańskim kopytnym plejstocenu.
Podczas wyprawy do Ameryki Południowej na statku HMS Beagle Charles Darwin zebrał skamieniałości kilku osobników, które po jego powrocie do Wielkiej Brytanii zostały opisane przez paleontologa Richarda Owena. Ponieważ kopalne ssaki południowoamerykańskie znacząco różniły się od znanych ówczesnej nauce, Toxodon odegrał istotną rolę w debacie na temat ewolucji.

## Gatunki
- Toxodon platensis (typowy)
- Toxodon chapalmalensis
- Toxodon darwini
- Toxodon ensenadensis
- Toxodon gezi
- Toxodon gracilis

Niektórzy naukowcy uważają Toxodon gezi za młodszy synonim Toxodon platensis, jednak jak dotąd gatunki te nie zostały ostatecznie zsynonimizowane.